# دینزلاکن
شهر دینزلاکن در ایالت نوردراین-وستفالن در کشور آلمان واقع شده است.